# Tarachidia inornata
Tarachidia inornata är en fjärilsart som beskrevs av Augustus Radcliffe Grote 1882. Tarachidia inornata ingår i släktet Tarachidia och familjen nattflyn. Inga underarter finns listade i Catalogue of Life.